# Långtjärnen (Ockelbo socken, Gästrikland, 674245-155705)
Långtjärnen är en sjö i Ockelbo kommun i Gästrikland och ingår i Gavleåns huvudavrinningsområde.